# Чуднівська вулиця (Житомир)
Чу́днівська ву́лиця — одна з центральних магістралей міста Житомира.

## Розміщення
Вулиця знаходиться на Павликівці та Корбутівці. Починається з Чуднівського мосту і закінчується на Чуднівському шосе біля розворотного кільця тролейбуса у Гідропарку.
Перетинається з вулицями Мальованська Набережна, Набережна Під Скелями, Радивилівською, Старочуднівською, Зв'язківців, Шпаковською, Чумацький Шлях, провулками Якубця, 1-м Павликівським, 2-м Кривим, 2-м Гранітним, Нагірним, Річковим, Політехнічним, Корбутівським, Оздоровчим, Льва Нікуліна, Гуйвинським, проїздом Івана Богуна.

## Історія
Попередні назви вулиці - Андріївська вулиця, вулиця Залізняка, вулиця Військових Таборів, вулиця Хутір Корбутівка (частина).
До 19 лютого 2016 року вулиця була частиною вулиці Черняховського. Перейменована у відповідности до розпорядження Житомирського міського голови

## Будівлі
- № 34б Польський дім
- № 48 Загальноосвітня школа І-ІІІ ступенів № 32
- № 99 Житомирський базовий фармацевтичний коледж ім. Г. С. Протасевича Житомирської обласної ради
- № 101 Житомирський комерційний технікум
- № 102 Житомирський професійний ліцей сфери послуг
- № 103 Житомирський державний технологічний університет
- № 104 Житомирський завод «Агромаш», ПАТ
- № 106в Редакція газети «Ехо»
- № 110 Житомирський міський центр зайнятості
- № 113 Обласна організація фізкультурно-спортивного товариства «Динамо»
- № 120 Комунальне підприємство «Житомирводоканал» Житомирської міськради
- № 147в Санаторій-профілакторій «Синтетик»

## Транспорт
- Тролейбус №№ - 15А, 15
- Автобус №№ - 19А, 30, 44